# Чемпионат Азии по дзюдо 2022
Чемпионат Азии по дзюдо 2022 года прошёл с 4 по 7 августа в городе Нур-Султане (Казахстан). В соревнованиях приняли участие 168 спортсменов из 17 стран. Это был третий чемпионат континента, прошедший в Казахстане. До этого страна принимала чемпионаты 2004 года (Алма-Ата) и 2015 года (Атырау).

## Медалисты

### Мужчины
| Весовая категория | Золото                          | Серебро                        | Бронза                                                         |
| ----------------- | ------------------------------- | ------------------------------ | -------------------------------------------------------------- |
| до 60 кг          | Рюдзю Нагаяма · Япония          | Ким Вонджин · Республика Корея | Ян Юнвэй · Тайбэй Магжан Шамсадин · Казахстан                  |
| до 66 кг          | Ёндонпэрэнлэйн Басху · Монголия | Рёма Танака · Япония           | Гусман Кыргызбаев · Казахстан Мухриддин Тилолов · Узбекистан   |
| до 73 кг          | Данияр Шамшаев · Казахстан      | Муроджон Юлдашев · Узбекистан  | Обидхон Номонов · Чингисхан Сагиналиев · Кыргызстан            |
| до 81 кг          | Такеси Сасаки · Япония          | Шодмон Ризоев · Таджикистан    | Сомон Махмадбеков · Таджикистан Нугзар Таталашвили · ОАЭ       |
| до 90 кг          | Сансиро Мурао · Япония          | Эрлан Шеров · Кыргызстан       | Дидар Хамза · Казахстан Гантулин Алтанбагана · Монголия        |
| до 100 кг         | Джафар Костоев · ОАЭ            | Ислам Бозбаев · Казахстан      | Баткуяджиин Кончигсюрен · Монголия Нурлыхан Шархан · Казахстан |
| свыше 100 кг      | Кокора Кагеура · Япония         | Темур Рахимов · Таджикистан    | Бекмурад Олтибаев · Узбекистан Шохрух Бохтиёров · Узбекистан   |

### Женщины
| Весовая категория | Золото                        | Серебро                         | Бронза                                                             |
| ----------------- | ----------------------------- | ------------------------------- | ------------------------------------------------------------------ |
| до 48 кг          | Вакана Кога · Япония          | Абиба Абужакынова · Казахстан   | Ли Хьюкёнг · Республика Корея Ганбаатарын Наранцецег · Монголия    |
| до 52 кг          | Диёра Килдиёрова · Узбекистан | Аи Сисимэ · Япония              | Юнг Ерин · Республика Корея Бишрелтиин Хорлоодой · Монголия        |
| до 57 кг          | Момо Тамаоки · Япония         | Чао Си · Китай                  | Лин Чен Синг · Китайский Тайбэй Нилуфар Эрмаганбетова · Узбекистан |
| до 63 кг          | Болдын Ганхаич · Монголия     | Нами Набекура · Япония          | Ким Джийонг · Республика Корея Танг Джинг · Китай                  |
| до 70 кг          | Ёко Оно · Япония              | Гулноза Матниязова · Узбекистан | Церендуламын Энхчимег · Монголия Шохиста Назарова · Узбекистан     |
| до 78 кг          | Мами Умэки · Япония           | Ли Джинг-юн · Республика Корея  | Ма Чжэньчжао · Китай Аруна Джангелдина · Казахстан                 |
| свыше 78 кг       | Акира Сонэ · Япония           | Су Шиян · Китай                 | Су Син · Китай Ким Хаюн · Республика Корея                         |

## Смешанные команды
|         | Золото | Серебро  | Бронза          |
| ------- | ------ | -------- | --------------- |
| Команда | Япония | Монголия | Китай Казахстан |

## Медальный зачёт
*   Принимающая страна (Казахстан)
| Место           | Страна               | Золото | Серебро | Бронза | Всего |
| --------------- | -------------------- | ------ | ------- | ------ | ----- |
| 1               | Япония               | 10     | 3       | 0      | 13    |
| 2               | Монголия             | 2      | 1       | 5      | 8     |
| 3               | Казахстан*           | 1      | 2       | 6      | 9     |
| 3               | Узбекистан           | 1      | 2       | 6      | 9     |
| 5               | ОАЭ                  | 1      | 0       | 1      | 2     |
| 6               | Китай                | 0      | 2       | 4      | 6     |
| 6               | Республика Корея     | 0      | 2       | 4      | 6     |
| 8               | Таджикистан          | 0      | 2       | 1      | 3     |
| 9               | Кыргызстан           | 0      | 1       | 1      | 2     |
| 10              | Китайская Республика | 0      | 0       | 2      | 2     |
| Всего стран: 10 | Всего стран: 10      | 15     | 15      | 30     | 60    |